# Acacallis (orchidee)
Acacallis is een voormalig geslacht van tropische orchideeën uit de onderfamilie Epidendroideae.
Op basis van DNA-onderzoek uit 2005 door Whitten et al. is gebleken dat dit geen monofyletisch geslacht is. Volgens de World Checklist of Monocotyledons is het geslacht een synoniem geworden van Aganisia, en zijn alle soorten hernoemd naar Aganisia, behalve Acacallis rosariana, een soort die momenteel nog niet geplaatst is.
Voor de kenmerken van dit geslacht, zie aldaar.

## Naamgeving en etymologie
- Synoniem: Aganisia Lindl. (1853)

Acacallis is vernoemd naar Acacallis, dochter van de mythologische koning Minos van Kreta.

## Soorten
- Acacallis coerulea (Rchb. f.) Schltr. (1918) (= Aganisia fimbriata Rchb.f.)
- Acacallis cyanea Lindl. (1853) (= Aganisia cyanea (Lindl.) Rchb.f)
- Acacallis fimbriata (Rchb. f.) Schltr. (1918) (= Aganisia fimbriata Rchb.f)
- Acacallis hoehnei (Hoehne) Schltr. (1918) (= Aganisia cyanea (Lindl.) Rchb.f.)
- Acacallis oliveriana (Rchb. f.) Schltr. (1914) (= Aganisia fimbriata Rchb.f.)
- Acacallis rosariana V.P.Castro & da Silva (2001) (niet geplaatst)